# ギュスターヴ・ジュレ

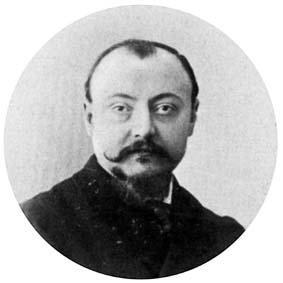
ギュスターヴ・ジュレ

ギュスターヴ・ジュレ（Gustav Geley、1868年 - 1924年）は、フランスの心霊研究家。モンソーレミーヌ出身。
リヨン大学を首席で卒業後、アヌシーで医師として開業、長年にわたって著名な医師として活動した。しかし1918年にパリで国際形而学協会が設立されると、以前から霊魂と物質との間の相互作用に強く関心を抱いていたこともあり、医師を廃業して同会に参加し、初代会長となった。当時の著名な心霊研究家であるシャルル・ロベール・リシェ、カミーユ・フラマリオンらとも交遊を結んだ。
1920年代以降、リシェとともに物質化現象についての広範囲な調査を開始。エクトプラズム写真撮影などで史上最も傑出した霊媒といわれるフランス人女性のエヴァ・カリエールらを対象に物質化現象を詳細に研究し、エクトプラズム研究に貢献した。後にはパリの国際心霊研究所の所長も務めた。
気難しい面もあるものの勤勉な性格であり、心霊現象研究協会の会員であるオリバー・ロッジの娘によれば、ジェレはとても仕事熱心で、いつも書斎で執筆しているか、交霊会に参加しているかのどちらかだったという。
1924年にポーランドのワルシャワで交霊会に立ち会った後、その帰途の航空事故で死去した。